# Knema
Knema är ett släkte av tvåhjärtbladiga växter. Knema ingår i familjen Myristicaceae.

## Bildgalleri

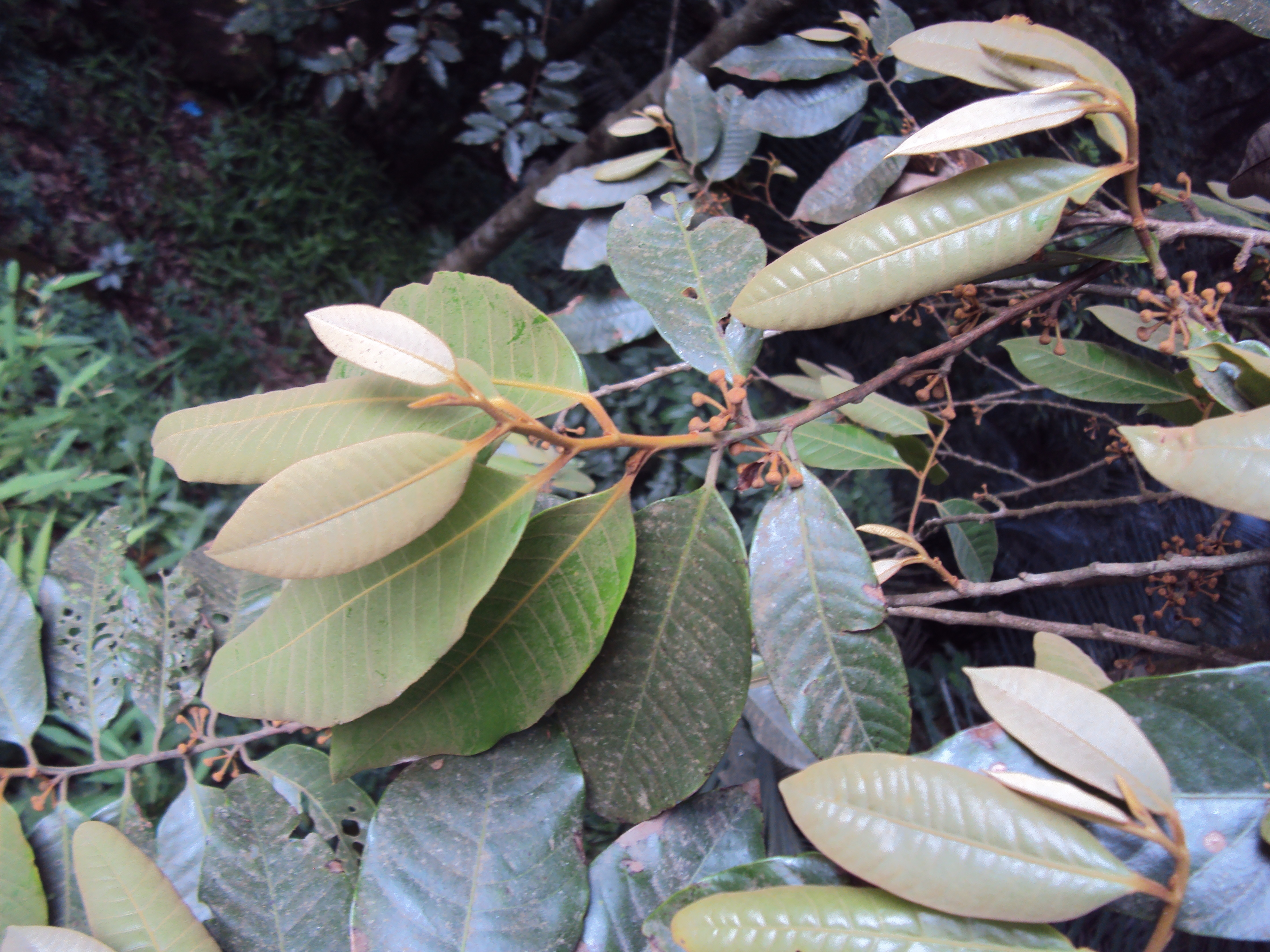
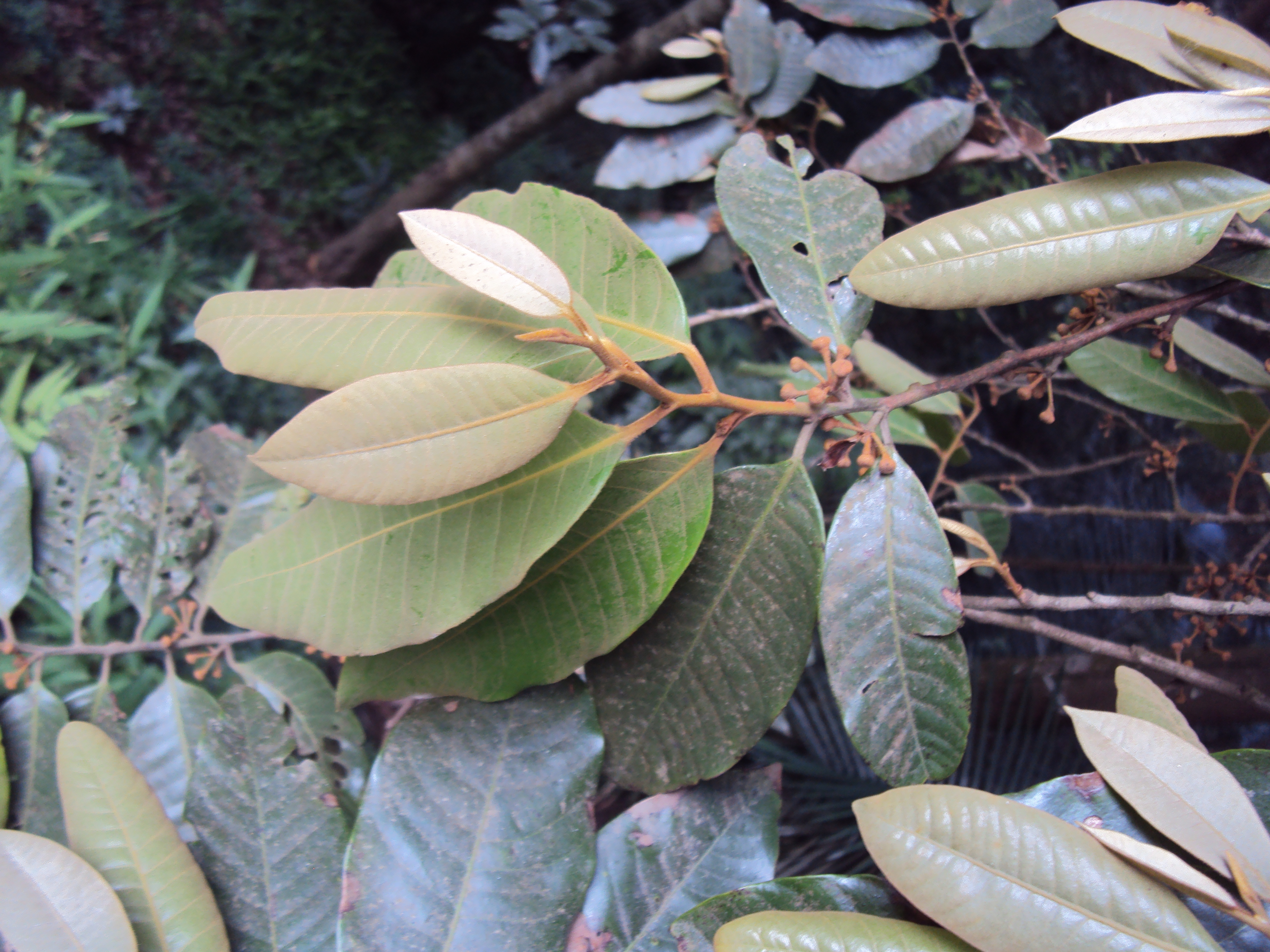
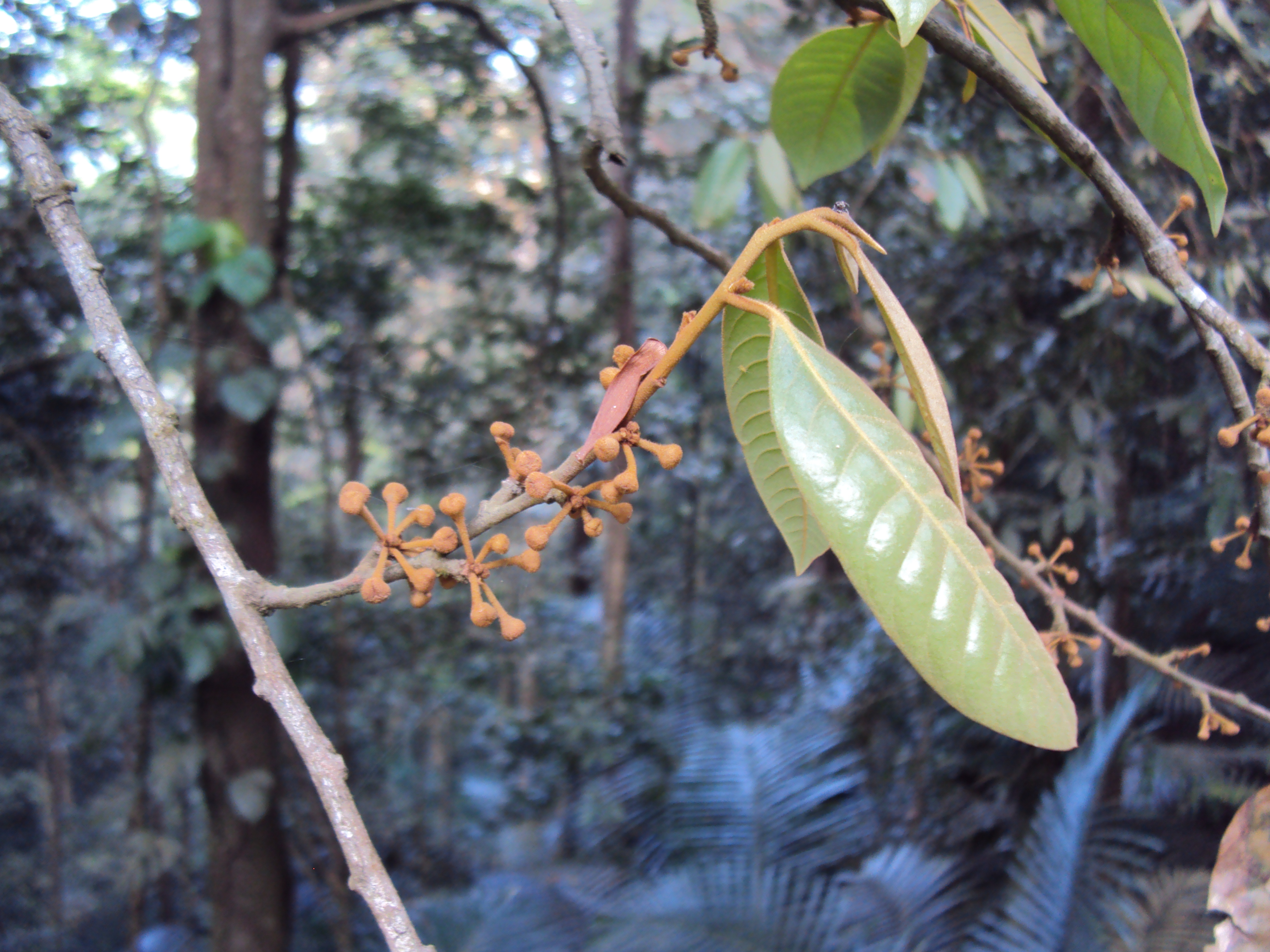
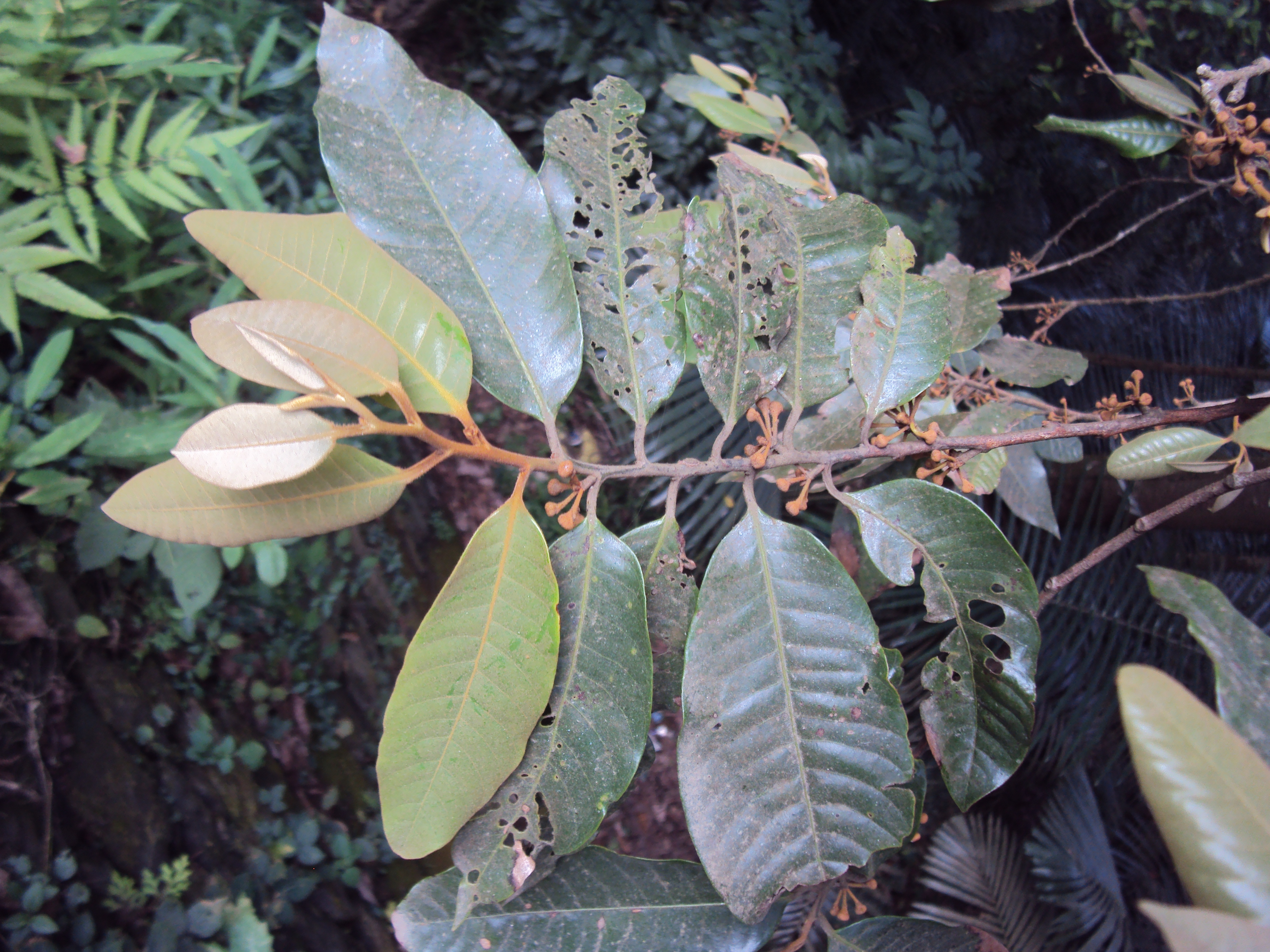
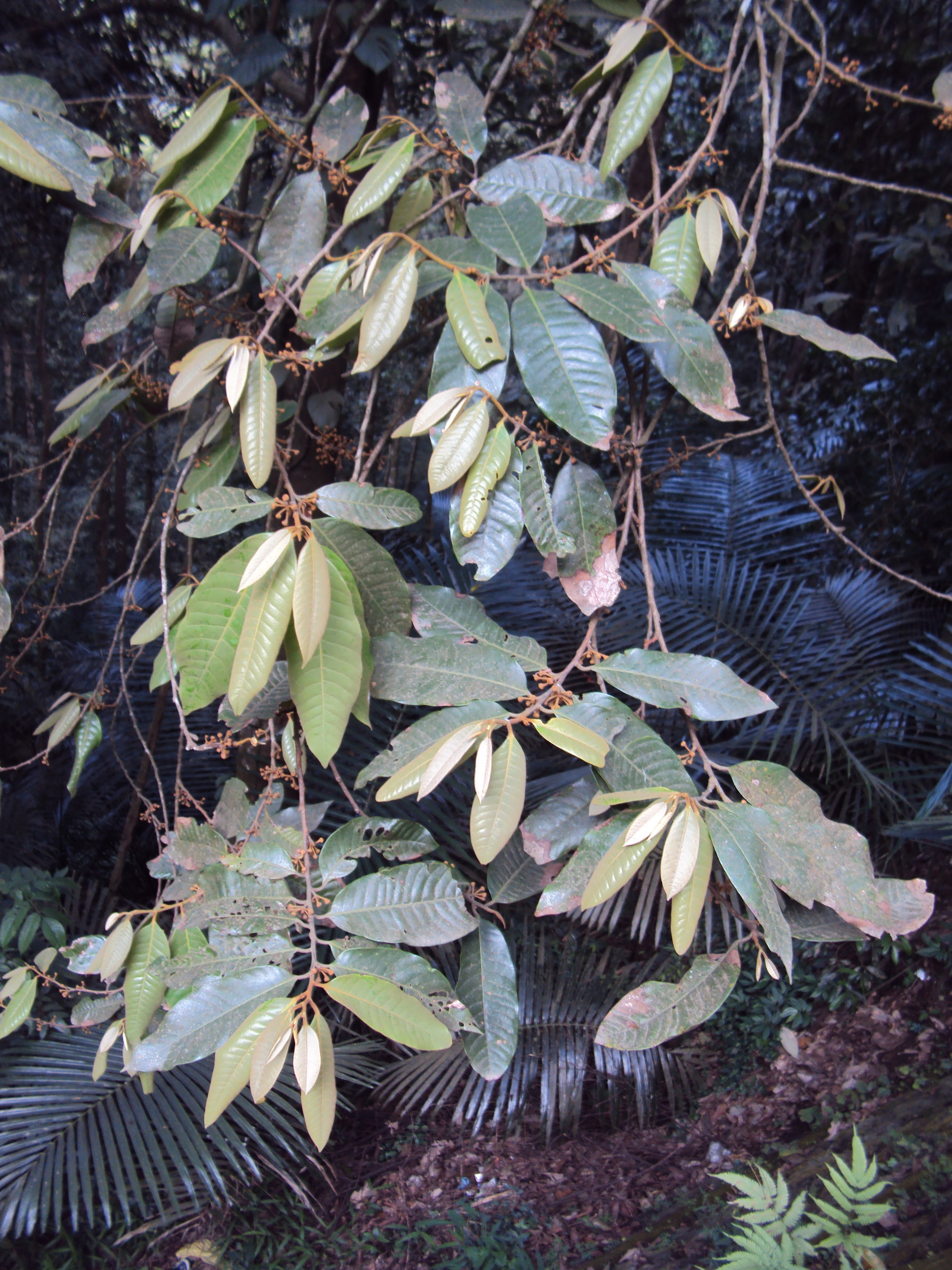
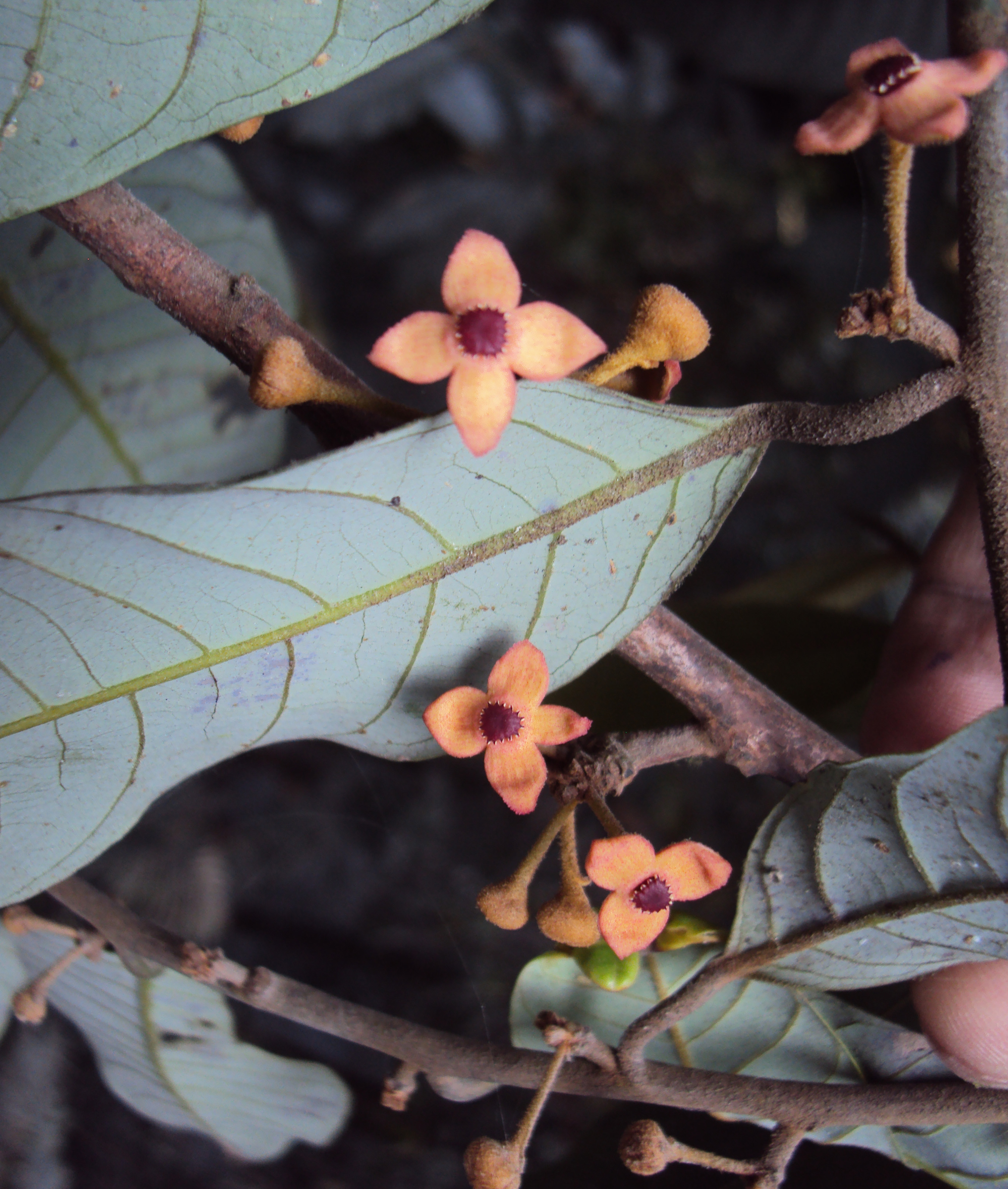

## Dottertaxa tillKnema, i alfabetisk ordning[1]
- Knema alvarezii
- Knema andamanica
- Knema ashtonii
- Knema attenuata
- Knema austrosiamensis
- Knema bengalensis
- Knema casearioides
- Knema celebica
- Knema cinerea
- Knema communis
- Knema conferta
- Knema conica
- Knema curtisii
- Knema elegans
- Knema elmeri
- Knema emmae
- Knema erratica
- Knema furfuracea
- Knema galeata
- Knema glauca
- Knema glaucescens
- Knema globularia
- Knema globulatericia
- Knema glomerata
- Knema hirtella
- Knema hookeriana
- Knema intermedia
- Knema kinabaluensis
- Knema korthalsii
- Knema kostermansiana
- Knema krusemaniana
- Knema kunstleri
- Knema lamellaria
- Knema lampongensis
- Knema latericia
- Knema latifolia
- Knema laurina
- Knema lenta Warb.
- Knema linguiformis
- Knema linifolia
- Knema longepilosa
- Knema losirensis
- Knema lunduensis
- Knema luteola
- Knema malayana
- Knema mamillata
- Knema mandaharan
- Knema matanensis
- Knema membranifolia
- Knema minima
- Knema mixta
- Knema mogeana
- Knema muscosa
- Knema oblongata
- Knema oblongifolia
- Knema pachycarpa
- Knema pallens
- Knema patentinervia
- Knema pectinata
- Knema pedicellata
- Knema percoriacea
- Knema piriformis
- Knema plumulosa
- Knema poilanei
- Knema pseudolaurina
- Knema psilantha
- Knema pubiflora
- Knema pulchra
- Knema retusa
- Knema riangensis
- Knema ridsdaleana
- Knema rigidifolia
- Knema rubens
- Knema rufa
- Knema saxatilis
- Knema scortechinii
- Knema sericea
- Knema sessiflora
- Knema squamulosa
- Knema steenisii
- Knema stellata
- Knema stenocarpa
- Knema stenophylla
- Knema stylosa
- Knema subhirtella
- Knema sumatrana
- Knema tenuinervia
- Knema tomentella
- Knema tonkinensis
- Knema tridactyla
- Knema uliginosa
- Knema viridis
- Knema woodii